# Brothers' Circle
O Círculo de Irmãos ou Bratski Krug (em russo:  Братский круг) é um termo usado para se referir ao crime organizado russo, geralmente a máfia russa. É uma tradução livre do termo russo "Bratva" (em russo:  Братва), que também pode ser traduzido livremente como "irmandade" ou "bando de irmãos". O termo "bratva" teve a sua ampla disseminação na década de 1990 após o colapso da União Soviética e foi usado como um endereço informal entre os membros de muitas gangues que se espalharam pelas repúblicas pós-soviéticas. Hoje, o termo é usado como forma informal de tratamento entre amigos próximos. É provável que essa forma de endereço e a falta de interpretação adequada tenham resultado no uso do seu nome em conexão com o crime organizado russo.
Funcionários do Departamento do Tesouro dos Estados Unidos sugerem que ela opera no Oriente Médio, África, América Latina e Estados Unidos, e é controlada por Vladislav Leontyev, um homem russo de Nizhny Novgorod. Em 2011, o grupo foi definido pela administração de Obama dos Estados Unidos na "Estratégia de Combate ao Crime Organizado Transnacional", como "Um grupo criminoso multiétnico composto por líderes e membros seniores de várias organizações criminosas baseadas em países da Europa. Muitos membros do Círculo de Irmãos compartilham uma ideologia comum baseada na tradição do ladrão na lei, que busca espalhar sua marca de influência criminosa em todo o mundo."

## Debate sobre a existência
Mark Galeotti, um especialista em segurança eurasiana, afirmou que: "Não encontrei ninguém na polícia russa ou em outro lugar que realmente diga: ''Sim, o Círculo de Irmãos é uma organização e existe. Como tal, o rótulo Circulo de Irmãos pode ser visto como uma tentativa de conectar diferentes gangues criminosas". Em junho de 2012, com a designação de mais cinco chefões, Mark Galeotti reafirmou a sua opinião de que o Círculo de Irmãos não existia como uma gangue específica, mas observou que as sanções visavam, na verdade, membros da rede criminosa Aslan Usoyan.

## Alegados membros
- Vladimir Isayev
- Zakhar Kalashov[6]
- Vasiliy Khristoforov
- Kamchy Kolbayev
- Vladislav Leontyev
- Chegudir Mahmetov
- Svetozar Milter
- Lazar Shaybazyan
- Koba Shemazashvili
- Kakhaber Shushanashvili
- Lasha Shushanashvili
- Serj Sarkisian
- Vladimir Sklaro
- Vladimir Vagin
- Alexey Zaytsev
- Petrov Ramon Antonia
- Brandon Pluskis
- Reem Yusuf